# De excidio et conquestu Britanniae
De excidio et conquestu Britanniae (pol. O zniszczeniu i podboju Brytanii) - dzieło historyczne, autorstwa brytyjskiego mnicha Gildasa Mędrca napisane w VI wieku. Stanowi trzyczęściowe kazanie, w którym Gildas potępia czyny zarówno duchownych, jak i świeckich osób, odpowiedzialnych według niego za złą sytuację w Brytanii po opuszczeniu jej przez wojska cesarstwa zachodniorzymskiego w 407 r. Dzieło składa się z trzech części. Pierwsza opisuje historię od rzymskiego podboju Brytanii, do czasów Gildasowi współczesnych. W części drugiej autor piętnuje grzechy pięciu królów, natomiast w trzeciej części w podobny sposób Gildas atakuje zdeprawowany, brytyjski kler.

## Krytyka źródła
De Excidio et Conquestu Britanniae jest jednym z najważniejszych źródeł dotyczących historii Brytanii w V i VI stuleciu, ponieważ jest niemal współczesne opisanym w dziele wydarzeniom. Intencją Gildasa nie było przekazanie wiedzy na temat historii potomnym, lecz potępienie grzechów Brytów. Stąd jego praca stanowi bardziej traktat moralny, niż dzieło historyczne. Gildas często podaje informacje, które służą jego dydaktycznym celom, a pomija szczegóły nie przyczyniające się do potwierdzenia jego przesłania. W opanowaniu Brytanii przez Anglosasów Gildas upatrywał kary za grzechy. W De Excidio et Conquestu Britanniae Gildas wspomniał, że urodził się w tym samym roku, w którym rozegrała się Bitwa pod Mons Badonicus. Rok bitwy do dziś pozostaje nieznany. Umiejscawiany jest pomiędzy 482, a 516, choć najczęściej uważa się, że bitwa miała miejsce około 500 roku. Stąd powstanie dzieła zwykle datuje się na 540 rok, jednak mogło być napisane znacznie wcześniej, bo w pierwszym kwartale VI wieku. Po raz pierwszy zostało opublikowane w 1525.

## Część pierwsza
Pierwszą partia De Excidio et Conquestu Britanniae dotyczy historii Brytanii od czasów rzymskich. Sekwencję przedstawionych przez niego wydarzeń następujących po opuszczeniu wyspy przez Rzymian, można streścić w czterech podpunktach:
- Brytowie cierpieli głód, oraz ataki Piktów i Szkotów z północy. Niektóre z tych walk zakończyły się sukcesem, co doprowadziło do okresu pokoju, pomyślności (luxuria) i rozleniwienia Brytów.
- Ponowione ataki ze strony Piktów i Szkotów doprowadziły do zwołania rady wodzów brytyjskich, na której zaproponowano, że wschodnie ziemie wyspy zostaną oddane zamorskim Sasom na podstawie traktatu. Sasi jako foederati (sojusznicy) mieli bronić Brytów przed Piktami i Szkotami w zamian za dostawy żywności.
- Po pewnym czasie Sasi zaczęli się skarżyć, że ich miesięczne dostawy pożywienia nie są wystarczające i złamali traktat, rozpoczynając inwazję od morza do morza.
- Wojna pomiędzy Anglosasami, a Brytami trwała ok. 20, lub 30 lat i zakończyła się krótko po bitwie pod Mons Badonicus. Pomiędzy zwaśnionymi stronami zapanował pokój, nazwany przez Gildasa lugubre divortium barbarorum (smutny rozwód z barbarzyńcami).

### Postacie historyczne z części pierwszej
Gildas w pierwszej części jako pierwszy z pisarzy wspomniał o brytyjskim wodzu, jakim był Ambrosius Aurelianus. Nie wymienił natomiast postaci opisanych 300 lat później przez Bedę w Historia ecclesiastica gentis Anglorum, jak na przykład Hengest, Horsa, czy Król Artur, których wartość historyczna jest dziś najczęściej podważana właśnie z powodu zbyt późnych doniesień w opracowaniach historycznych. W narracji Gildasa najbardziej problematyczna jest kwestia pojawienia się brytyjskiego wodza, Vortigerna - później również zaliczonego w szereg legend arturiańskich. W rozdziale dwudziestym trzecim De Excidio et Conquestu Britanniae autor wspomina o "dumnym uzurpatorze", który wraz z radą brytyjskich wodzów był odpowiedzialny za zaproszenie zamorskich barbarzyńców, ale w większości edycji dzieła postać ta pozostaje bezimienna. Niezależnie jednak od tego, czy imię wodza zostało wymyślone w późniejszych wiekach, czy też użyte bezpośrednio przez Gildasa, postać utożsamiana z Vortigernem, lub będąca nim (w zależności o tego, czy w nieistniejącym dziś oryginale wódz został wspomniany z imienia) występuje w De Excidio et Conquestu Britanniae.

## Część druga
Druga część składa się z potępienia pięciu brytyjskich królów. Gildas w ich opisie użył alegorii z Księgi Daniela, oraz Apokalipsy św. Jana Apostoła, porównując ich do bestii.
Potępieni królowie:
- Constantinus Konstantyn - despotyczny pomiot nieczystej lwicy z Dumnonii
- Aurelius Conanus - pomiot lwa
- Vortiporius (Vortipor) - podobny do cętkowanego lamparta [...] tyran z Demetians (Królestwo Dyfed)
- Cuneglasse (Cuneglas) - niedźwiedź
- Moglocune (Maelgwn Gwynedd) - smok z wyspy

## Część trzecia
Trzecia partia rozpoczyna się od słów: Brytania posiada kapłanów, ale są oni głupcami. Gildas kontynuuje swoją jeremiadę tym razem przeciwko duchownym, jednak nie podaje konkretnych imion.